# دورة فرنسا المفتوحة 1995
قائمة بطولات دورة رولان غاروس لعام 1995:

## الكبار

### فردي رجال
توماس موستر هزم  مايكل تشانج, النتيجة:7-5, 6-2, 6-4
- كانت الكأس السادسة في العام لموستر والتاسعة والعشرين في مسيرته.

1 أصبح موستر أولا نماسوي (ذكر أو أنثى) يفوز بلقب بطولة كبرى (جراند سلام).

### فردي سيدات
شتيفي غراف هزمت  أرانتكسا سانشيز فيكاريو، النتيجة:7-5, 4-6, 6-0
- الكأس الخامسة لشتيفي في تلك العام والواحد والتسعين في مسيرتها.

### زوجي رجال
جاكو إلتنج وبول هارهويس () هزما نيكولاس كولتاي وماغنوس لارسون (), النتيجة:6-7, 6-4, 6-1

### زوجي سيدات
جيجي فيرنانديز () وناتاشا زفيريفا () هزمتا جانا نوفوتنا ) وأرانتكسا سانشيز فيكاريو (), النتيجة:النتيجة:6-7(6), 6-4, 7-5

### زوجي مختلط
لارايسا نايلاند () وتود وودبريدج () هزما جيل هاثرينجتون وجون لافناي دي جاغير, النتيجة:7-6 (8), 7-6 (4)

## الشباب

### فردي أولاد
ماريانو زاباليتا () هزم ماريانو بويرتا (), النتيجة:6-2, 6-3

### فردي بنات
إميلي كوشتيكس () هزمت مارلين وينغرانتن (), النتيجة:7-5, 6-4

### زوجي أولاد
ريمون سيلوايتر وبيتر ويزلس () هزما جستين جايملستوب وريان ولترس (), النتيجة:7-6, 7-5

### زوجي بنات
كوراينا مورايرو () ولودمايلا فايرمازوفا () هزمتا أليس كانيبا وجوليا كاسوناي (), النتيجة:7-6, 7-5